# Tausend-Buddha-Höhlen von Bäzäklik
| Uigurische Bezeichnung     | Uigurische Bezeichnung |
| -------------------------- | ---------------------- |
| Lateinisch (Yengi Yeziⱪ):  | Bezəklik ming’өyi      |
| andere Schreibweisen:      | Bäzäklik, Bezeklik     |
| Chinesische Bezeichnung    |                        |
| Kurzzeichen:               | 柏孜克里千佛洞         |
| Umschrift in Pinyin:       | Bózīkèlǐ qiānfódòng    |
| Umschrift nach Wade-Giles: | Po-tzŭ-k’o-li          |

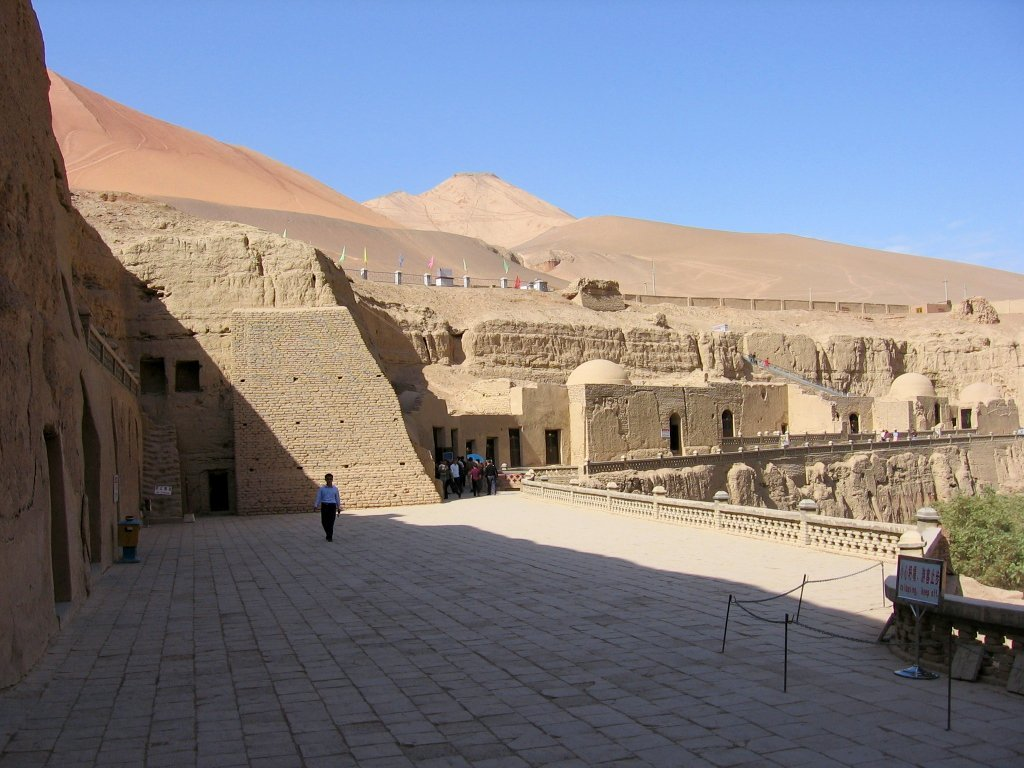
Höhlen von Bäzäklik

Die Tausend-Buddha-Höhlen von Bäzäklik (auch Höhlen von Bezeklik, chin. Bozikeli Qianfodong 柏孜克里克千佛洞)  sind ein Komplex von buddhistischen Höhlentempeln aus dem 5. bis 9. Jahrhundert die vom  antiken Volk der Tocharer errichtet wurde.

## Lage
Die archäologische Stätte liegt 30 km östlich der Stadt Turpan (Turfan) und 50 km westlich von Shanshan (Loulan) im Nordosten der Taklamakan-Wüste nahe den Ruinen von Gaochang, Uigurisches Autonomes Gebiet Xinjiang, China.
Die Grotten liegen am oberen Rand einer Steilwand im Felsen auf der Westseite des Mutou-Tales unterhalb der Flammenden Bergen.

## Bedeutung
In den noch etwa 60 gut erhaltenen Höhlen sind bedeutende buddhistische Wandmalereien zu sehen.
Ende des 19. und Anfang des 20. Jahrhunderts war der Ort Ziel von deutschen (Albert von Le Coq), englischen (Aurel Stein), japanischen und russischen Expeditionen.
Die Stätte wurde 1982 in die Liste der Denkmäler der Volksrepublik China in Xinjiang (2–14) aufgenommen.

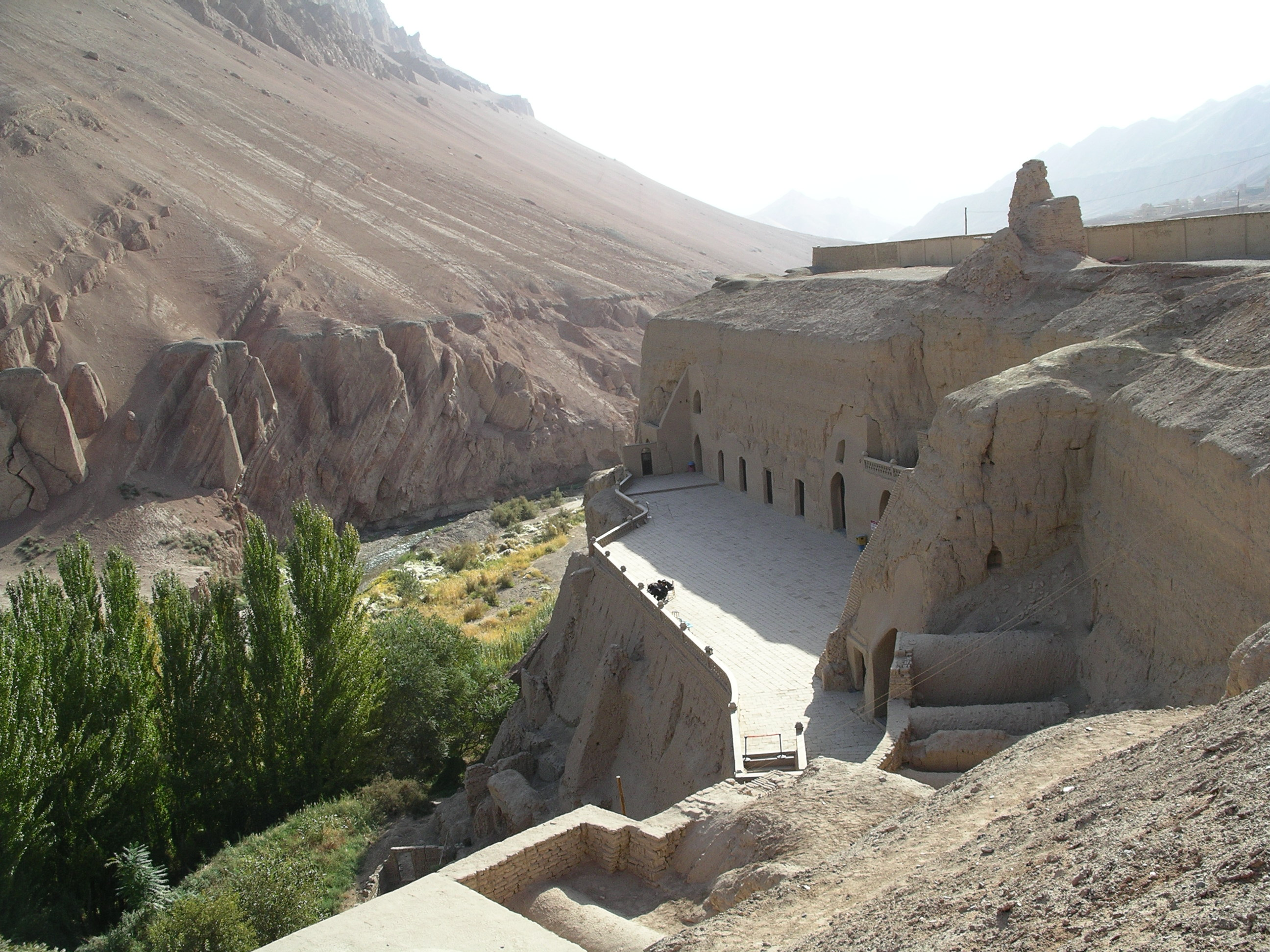
Blick auf Höhlen
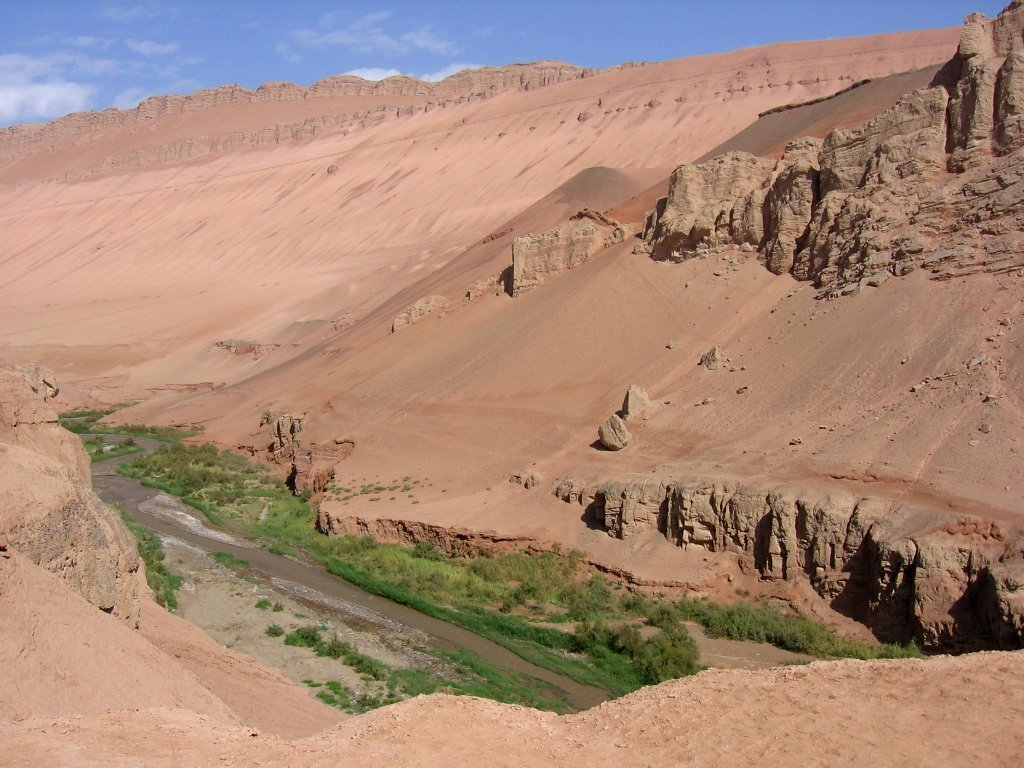
Blick auf Tal
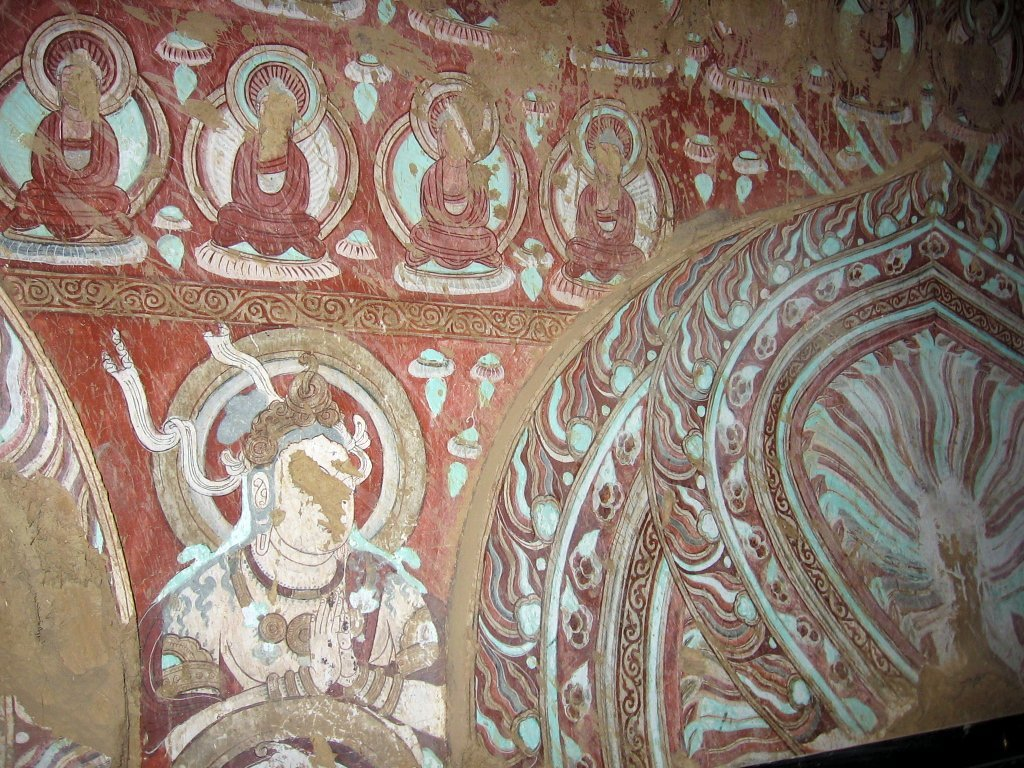
Fresken von Buddhas
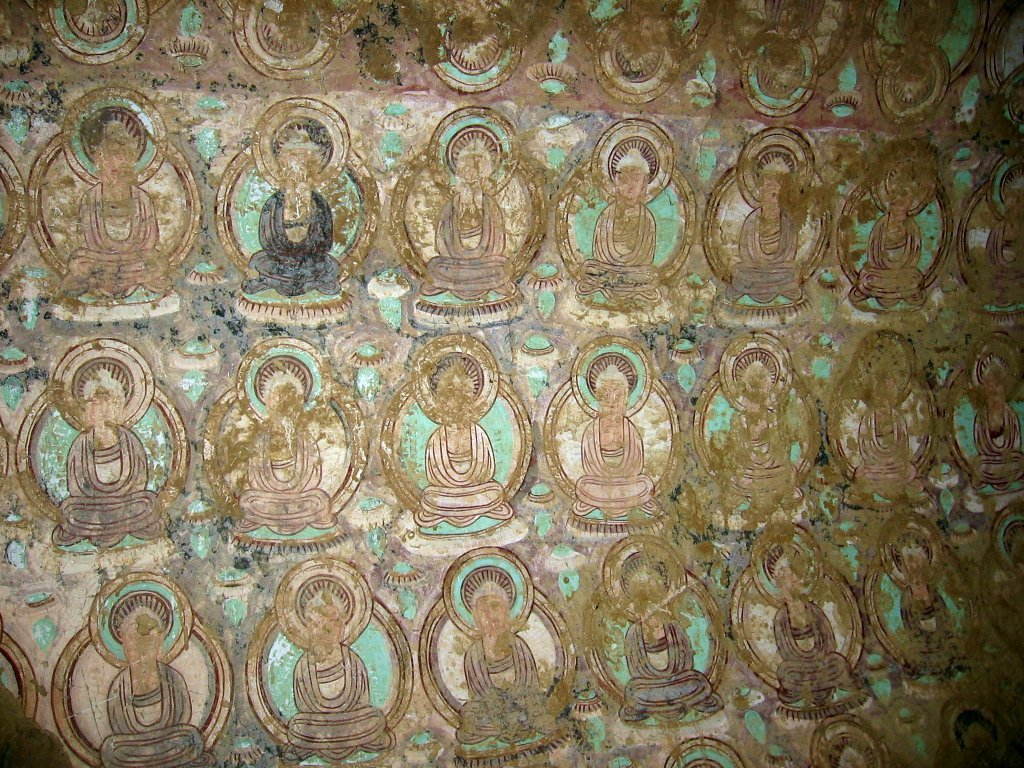
Fresken von Buddhas
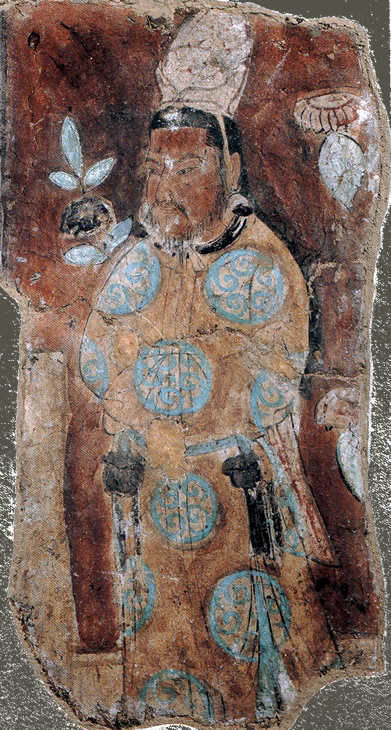
Ein Uigurenfürst
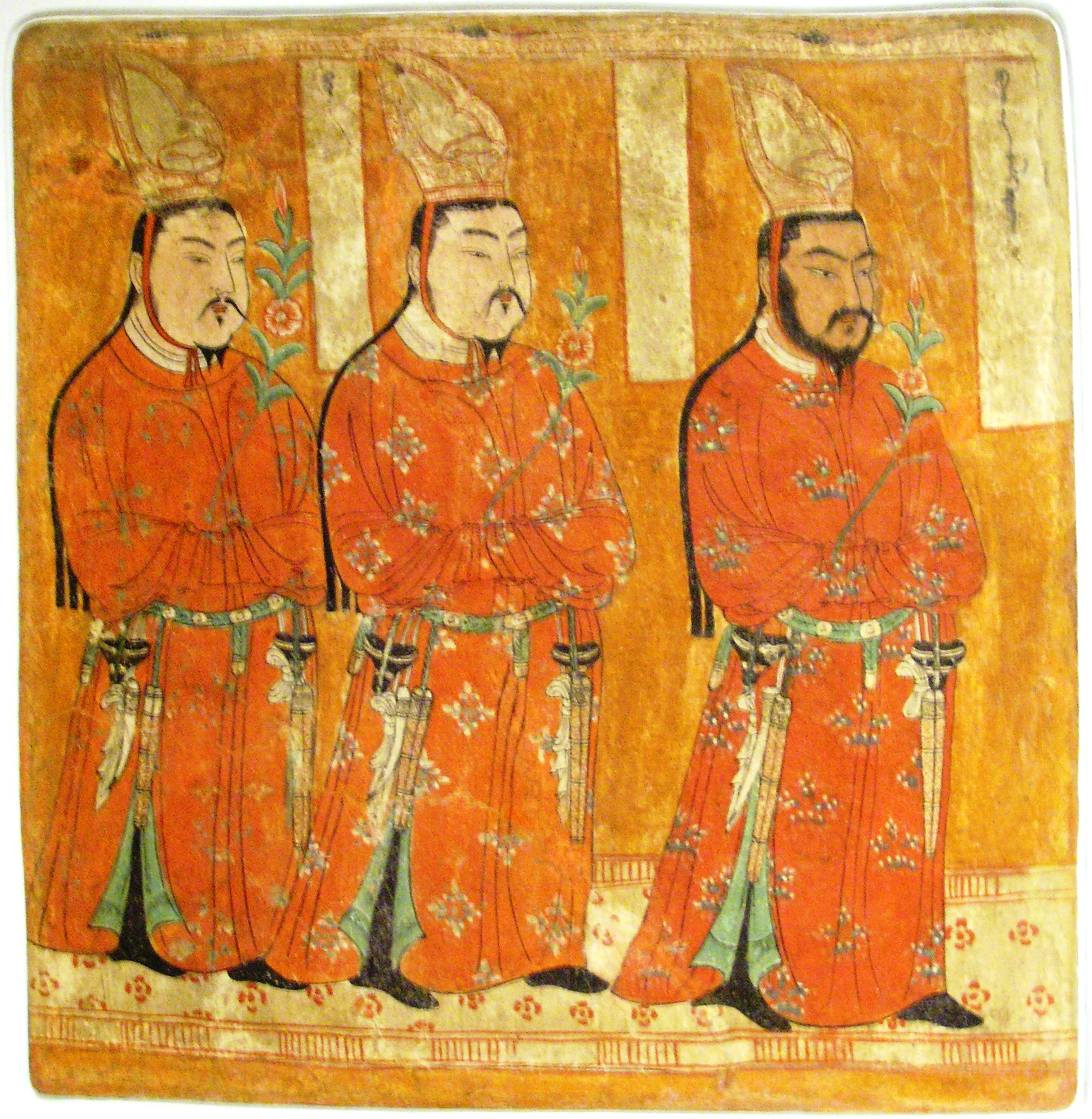
Uigurische Fürsten in chinesischer Tracht, Wandfreske aus Höhle 9, ca. 8–9. n. Chr., heute im Museum für Asiatische Kunst, Berlin-Dahlem
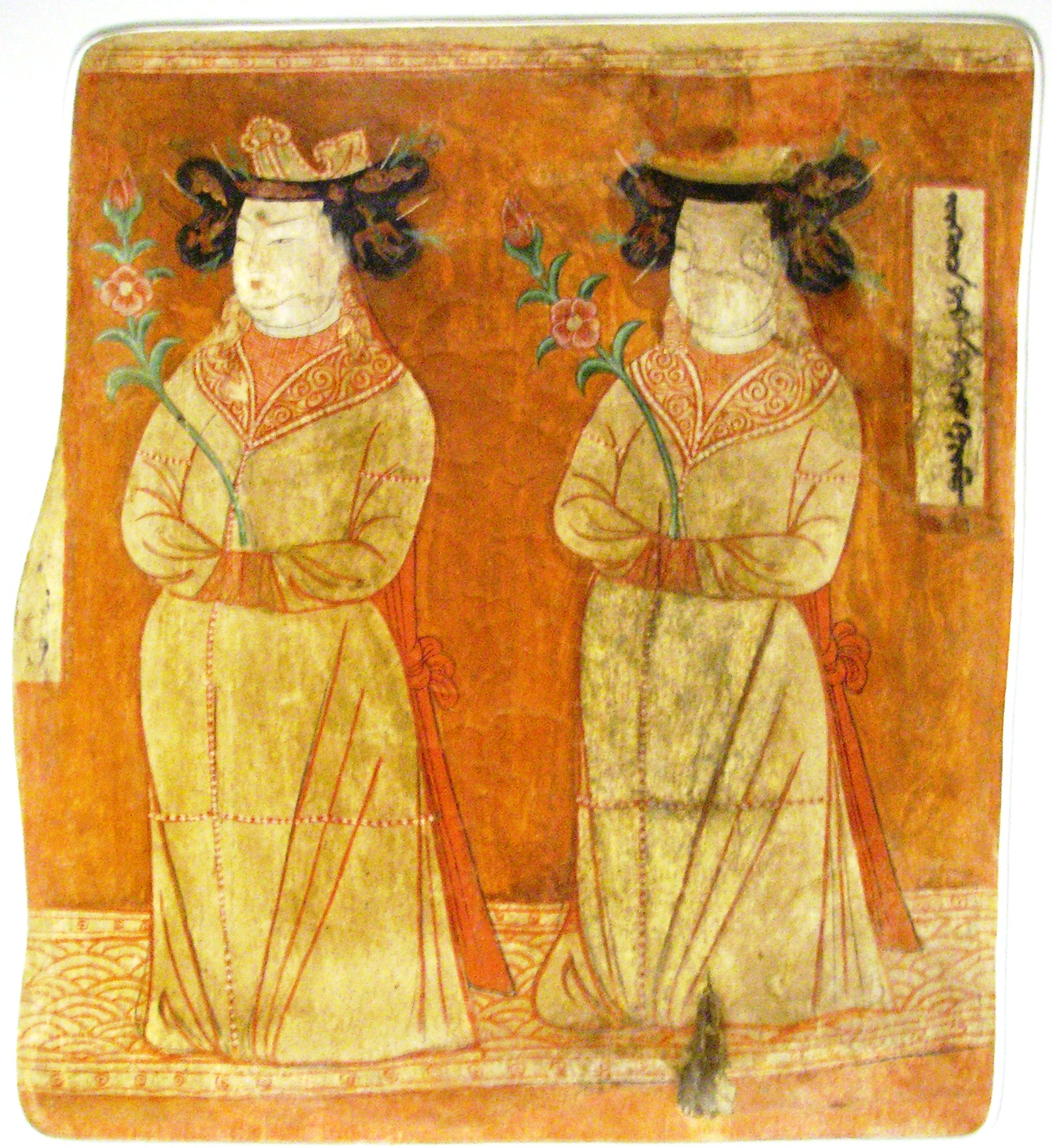
Uigurische Prinzessinnen, Wandfreske aus Höhle 9, ca. 8–9. n. Chr., Museum für Asiatische Kunst
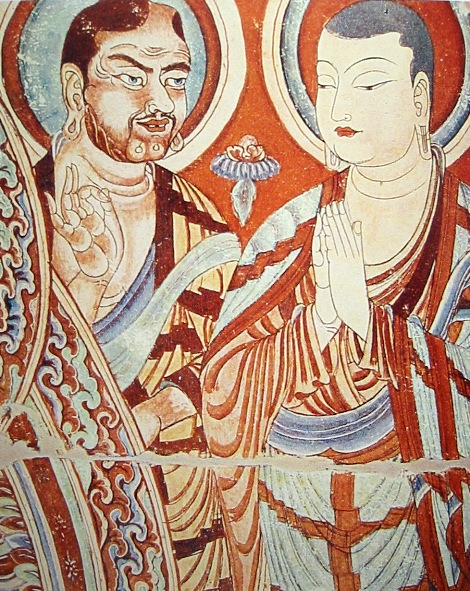
Ein Tochariacher Mönch (links) und ein uigurischer Mönch (rechts)